# Mashpee Neck
Mashpee Neck statisztikai település az USA Massachusetts államában, Barnstable megyében. Lakosainak száma 1076 fő (2020. április 1.).

## Népesség
A település népességének változása:

| 2010 | 1 000 |
| 2020 | 1 076 |